# Прилуцкий дендропарк
Прилуцкий дендропарк — дендрологический парк местного значения в Украине, Черниговская область. Входит в состав объектов природоохранного фонда Черниговской области по решению областного совета от 11 июня 2008.

## История
Дендропарк был основан в 2002 году на территории, принадлежащей Прилуцкой исследовательской станции. Летом 2010 года научный директор Прилуцкой опытной станции Украинской академии аграрных наук Александр Попов, решил создать Аллею молодоженов на территории парка, для того, чтобы каждый молодой семейная пара могла посадить новое дерево и прикрепить табличку, которая содержала их имена. В июне 2011 года дендропарк «Прилуцкий» презентовал 2 коллекции петушков на выставке в ботаническом саду имени Гришко.

## Описание
Площадь дендропарка 11,9 гектаров. Он расположен на территории города Прилуки Черниговской области, на улице Вавилова, 16. Подчиняется Прилуцкой исследовательской станции Национальной академии аграрных наук Украины.
На территории парка распространение получили два вида рододендрона: рододендрон карпатский, известный больше под названием «червона рута» и рододендрон жёлтый. Коллекцию начали собирать в 2009 году. На территории парка произрастает около 3000 экземпляров растений. Работники учреждения сотрудничают с дендропарками «Аскания-Нова», «Софиевкой» и «Тростянцом».Среди растений представлено 180 сортов ирисов. Растут плодово-ягодные культуры. Никитский ботанический сад в обмен на прилуцкие канны направил в дендропарк 30 видов петушков. Есть растения, которые были приобретены в частных коллекциях. Постоянно проводится покупка новых сортов растений, выводятся собственные сорта. Проводится гибридизация экземпляров. Представленны петушки снежно-белого, фиолетового, почти чёрного цвета. Среди видов, растущих в дендропарке есть те, которые были отмечены медалью Дейкса. Эта награда присуждается ежегодно одному из сортов ирисов.